# Trzaskające się ciała
Trzaskające się ciała – amerykański film z 1987 roku.

## Opis fabuły
Po serii niepowodzeń, popularny manager rock'n'rollowy M. Harry Smilac, zostaje bankrutem. Jest zadłużony poważnie u swojego adwokata, który postanawia dać Harry'emu jeszcze jedną szansę. Smilac ma zorganizować występ gwiazd show-biznesu na przyjęciu wyborczym senatora Nortona Wilshire. Zadanie wcale nie należy do łatwych, gdyż senator jest znany z osobliwego gustu.
Harry składa publiczne oświadczenie, jakie "znakomitości" wystąpią na party wyborczym. Widzi piękną kobietę i zdarza się to, co jest przyczyną jego nieszczęść. Zaczyna się chwalić i obiecuje słuchaczom występ samych znakomitości. W tej sytuacji dobro sprawy uratować może tylko przypadek i tak rzeczywiście się dzieje.
Smilac pomaga w interesach "szybkiemu Rickowi" sądząc, że ma do czynienia z muzykiem rockowym. Okazuje się, że Quick Rick Roberts jest zapaśnikiem wolnoamerykanki. Kapitan Lou Murano, choleryczny manager zapaśnika, nasyła na Harry'ego dwóch swoich podopiecznych, zwanych Kanibalami, którzy mają "uwolnić" Ricka spod opieki Smilaka. Harry, Rick i były zapaśnik Tonga Tom opuszczają miasto, by szukać szczęścia, ale nadaremnie. Nagle Harry wpada na pomysł, by połączyć zapasy z muzyką rockową. Trasa objazdowa przynosi sukces i spore zamieszanie w środowisku zapaśniczym.

## Obsada
- Kellie Martin – Missy Roberts
- Tanya Roberts – Candace Vandervagen
- Hazel Shermet – Pani Brooks
- Charles Nelson Reilly – Vic Carson
- Dennis Fimple – Elmo Smithfield
- John Astin – Scotty, sprzedawca samochodów
- Roddy Piper – "Quick" Rick Roberts
- Dirk Benedict – M. Harry Smilac
- Sam Fatu – Tonga Tom
- Afa Anoaʻi Sr – samoański zapaśnik
- Sika Anoaʻi – samoański zapaśnik
- Billy Barty – Tim McClusky